# Marco Polo (Schiff, 1965)
Die Marco Polo war ein im Jahr 1965 in Dienst gestelltes Kreuzfahrtschiff. Gebaut wurde es unter dem Namen Aleksandr Pushkin auf der damaligen Mathias-Thesen-Werft in Wismar.

## Geschichte

### Aleksandr Pushkin(1965–1991)
Das Schiff gehörte zur Ivan-Franko-Klasse, Projekt 301/SeeFa750, einer Reihe von fünf Schwesterschiffen für die Sowjetunion. Die Aleksandr Puskhin entstand unter der  Baunummer 126 und lief am 26. April 1964 vom Stapel und wurde am 14. August 1965 an Baltic Shipping Co. abgeliefert. Sie kam unter sowjetischer Flagge mit Heimathafen Leningrad in Fahrt. Die Schwesterschiffe, von denen drei ebenfalls verschrottet wurden und eins gesunken ist, waren nahezu baugleich und trugen die Namen großer georgischer, ukrainischer und russischer Schriftsteller: Ivan Franko, Shota Rustaveli, Taras Shevchenko und Mikhail Lermontov.

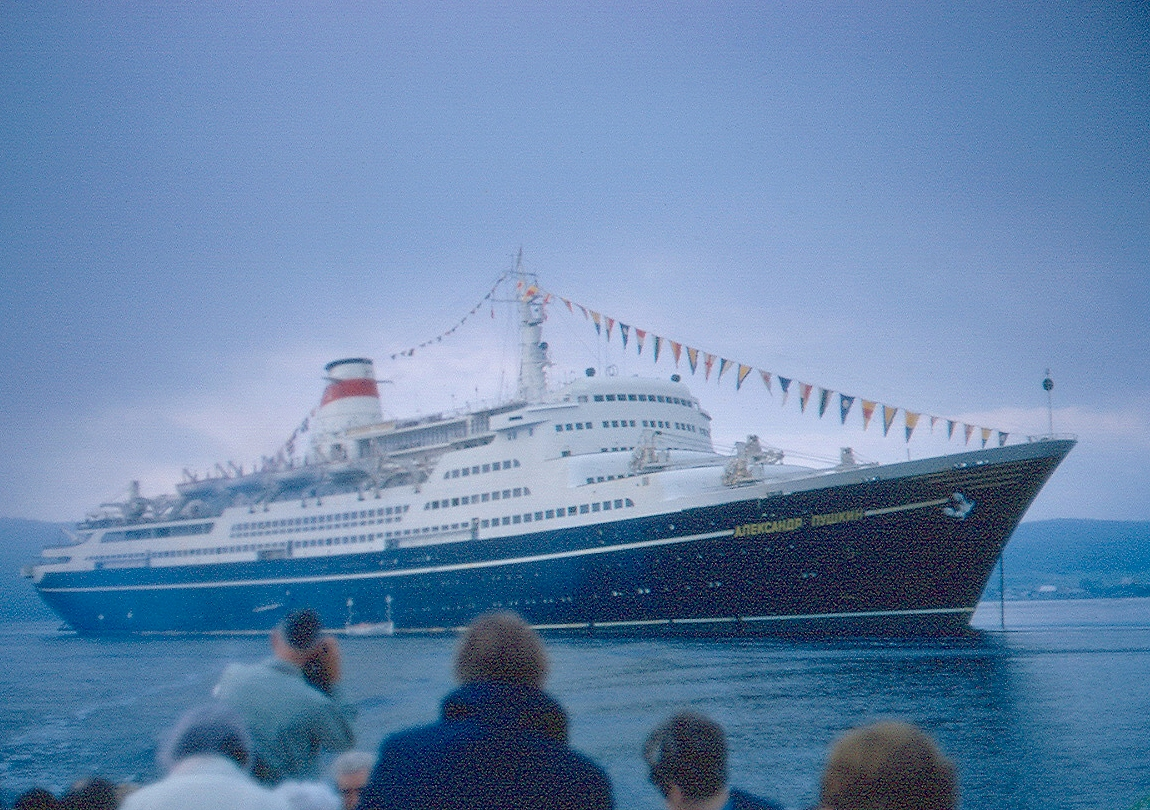
Die Alexandr Pushkin, 1970

Das Schiff war 176,28 Meter lang und hatte eine Breite von 23,55 Meter. Es verfügte über acht Decks und hatte einen Tiefgang von 8,2 Metern.
1972 wurde das Schiff umgebaut. 1984 wurde das Schiff an Eastern Shipping Co verkauft, Heimathafen wurde Wladiwostok. Im Februar 1990 wurde das Schiff in Singapur aufgelegt.

### Marco Polo(1991–2021)
Nach dem Zerfall der Sowjetunion wurde das Schiff 1991 an Orient Lines verkauft und in Marco Polo umbenannt. Das Schiff kam unter der Flagge der Bahamas mit Heimathafen Nassau in Fahrt. In den Jahren 1991 und 1992 auf der griechischen Werft Neorion in Syros einen tiefgreifenden Umbau. Dabei wurde neben der gesamten Innenausstattung auch die Technik vollständig erneuert und die Aufbauten verändert. Nach diesem Umbau war das Schiff mit 22.080 BRZ vermessen und hatte eine Maschinenleistung von 15.477 kW; es konnte eine maximale Reisegeschwindigkeit von 20 Knoten erreichen. Mit dem Umbau wurde auch die Passagierzahl von 650 auf 850 angehoben. Im November 1993 waren die Arbeiten abgeschlossen.
Ab dem Jahr 1998 war die Marco Polo für die Orient Lines Europe Ltd. ebenfalls mit Sitz auf den Bahamas registriert.
Das  Schiff wurde in den Wintermonaten vorwiegend in der Karibik, dem Mittelmeer und in der Antarktis, im Sommerhalbjahr in Norwegen sowie in der Ostsee eingesetzt.

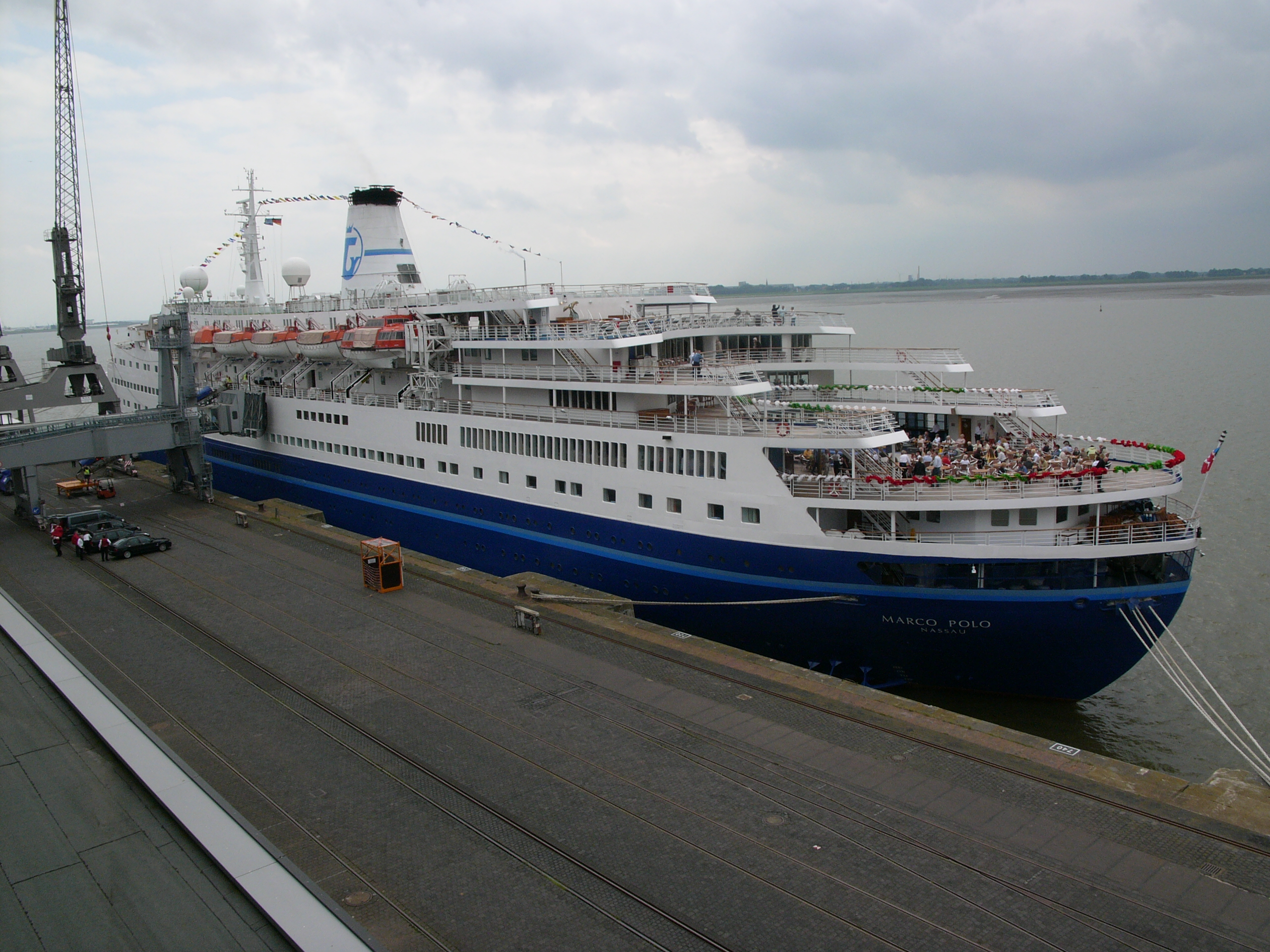
Die Marco Polo 2008

Anfang 2008 wurde die Marco Polo an eine griechische Gesellschaft, die Global Cruise Lines, verkauft und an den deutschen Kreuzfahrtveranstalter Transocean Tours verchartert. Sie fuhr danach überwiegend für den deutschen und später für den britischen Markt bei Cruise & Maritime Voyages, nachdem diese Transocean übernommen hatten. Der Verkauf der Marco Polo bedeutete gleichzeitig das Ende der „Orient-Lines“-Ära.
Nach der Insolvenz von Cruise & Maritime Voyages wurde das Schiff im Oktober 2020 für 2,770 Mio. US-Dollar versteigert.
Im Januar 2021 wurde bekannt, dass die Marco Polo vom neuen Eigentümer an eine indische Abwrackwerft in Alang verkauft wurde. Dort wurde sie am 14. Januar gestrandet. Die Marco Polo war das letzte existente Schiff der Ivan-Franko-Klasse.

## Zwischenfälle
Am Morgen des 15. Februar 2014 wurde das Schiff im Ärmelkanal während eines heftigen Sturmes von einer Welle getroffen. Dabei starb ein 85 Jahre alter Mann.
Am 1. November 2014 lief die Marco Polo im Buksnesfjord (Vestvågøy/Lofoten) beim Einlaufen gegen 06.30 Uhr UTC auf Grund. Mit dem Abendhochwasser kam sie gegen 16 Uhr wieder frei und konnte die Reise nach Tromsø fortsetzen.
Ein britisches Rentnerehepaar wurde am 4. Dezember 2018 auf der Marco Polo in Lissabon mit 9 kg Kokain im Gepäck entdeckt, die es in St. Lucia in vier Koffern versteckt an Bord gebracht hatte.